# Montagny-lès-Beaune
Montagny-lès-Beaune é uma comuna francesa na região administrativa da Borgonha-Franco-Condado, no departamento de Côte-d'Or. Estende-se por uma área de 6,06 km². Em 2010 a comuna tinha 731 habitantes (densidade: 120,6 hab./km²).